# デビッド・ウォリス
デビッド・ウォリス（David Wallis、1997年4月17日 - ）は、カンペオナト・ポルトガル・デ・ラグビー、C.F.オズベレネンセスに所属するラグビーユニオン選手。

## プロフィール
- ポルトガル出身[1]。
- ポジションはフランカー(FL)。
- 身長 195cm、体重 106kg
- ポルトガル代表キャップは22（2025年2月現在）でラグビーワールドカップ2023のポルトガル代表に選ばれた[2]。

## 略歴
ルシタノスXVを経て、2023年、C.F.オズベレネンセスに加入。